# Hexalobus
Hexalobus là chi thực vật có hoa trong họ Annonaceae.